# Thomisus labefactus
Thomisus labefactus es una especie de araña cangrejo del género Thomisus, familia Thomisidae. Fue descrita científicamente por Karsch en 1881.

## Distribución
Esta especie se encuentra en China, Corea, Taiwán y Japón. y Colombia 